# Krymia
Krymia es un género de foraminífero bentónico de la subfamilia Shepheardellinae, de la familia Allogromiidae, del suborden Allogromiina y del orden Allogromiida. Su especie tipo es Krymia fusiformis.  Su rango cronoestratigráfico abarca el Holoceno.

## Clasificación
Krymia incluye a la siguiente especie:
- Krymia fusiformis